# JAS 1B
JAS 1B (englisch Japan Amateur Satellite 1B, auch FUJI 2, OSCAR 20 oder FO-20) ist ein japanischer Amateurfunksatellit.

## Aufbau
Der Satellit wurde von der Japan Amateur Radio League entwickelt. Er hat sowohl einen AX.25-Digipeater als auch einen 100 kHz breiten Lineartransponder, jeweils mit Uplink im 2-Meter-Band und Downlink im 70-Zentimeter-Band.
Der Satellit verfügt über eine ringförmige Turnstile-Antenne für das 2-m-Band (Gewinn von 0,5 dBi) und einem Turnstile-Array für das 70-cm-Band (Gewinnt 4 dBi). Beide Antenne sind zirkular polarisiert.

## Mission
JAS 1B wurde am 7. Februar 1990 mit einer H-I-Rakete am Tanegashima Space Center zusammen mit MOS-1B gestartet.
Nach 13,5 Jahren Betriebsdauer, am 13. Juli 2003, kam es zum Ausfall des Satelliten.

## Frequenzen
- Uplink (MHz): 145,900 … 146,000
- Downlink (MHz): 435,810 … 435,890
- CW-Bake (MHz): 435,795 (100 mW)
- BPSK-Bake(MHz): 435,91 (PSK, 1200 baud, 1 W)
- Rufzeichen: 8J1JBS